# Longfu, Guangxi
Longfu (kinesiska: 隆福乡, 隆福) är en socken i Kina. Den ligger i den autonoma regionen Guangxi, i den södra delen av landet, omkring 160 kilometer norr om regionhuvudstaden Nanning. Antalet invånare är 15736. Befolkningen består av 7 799 kvinnor och 7 937 män. Barn under 15 år utgör 34 %, vuxna 15-64 år 55 %, och äldre över 65 år 9,0 %.
Genomsnittlig årsnederbörd är 1 846 millimeter. Den regnigaste månaden är juni, med i genomsnitt 349 mm nederbörd, och den torraste är februari, med 34 mm nederbörd.